# Шаповалов, Александр Сидорович
Александр Сидорович Шаповалов (28 августа (9 сентября) 1871, Чёрная Слобода, Полтавская губерния, Российская империя, — 30 апреля 1942, Миасс, Челябинская область, СССР) — участник революционного движения в России.

## Биография
Родился в крестьянской семье. С 1886 года работал на заводе металлистом.
В 1892 году создал рабочий антирелигиозный кружок на одном из заводов Санкт-Петербурга. В 1894 году, вступив со своим кружком в «Группу народовольцев», принимал участие в создании подпольной «Лахтинской» типографии.
В 1895 году порвал с народовольцами и вступил в «Союз борьбы за освобождение рабочего класса». В 1896 году арестован за участие в стачке рабочих-текстильщиков. Сидел в Петропавловской крепости до 1898 года, после чего сослан на три года в Минусинский округ, где познакомился с Лениным. В 1899 году в числе 17 ссыльных подписал ленинский "Протест российских социал-демократов (против «Credo» «экономистов»)". По окончании ссылки в 1901 году вступил в организацию «Искры» и вёл партийную работу в Батуме, Киеве, Твери, Екатеринославе, Одессе.
В августе 1903 года приезжал в Тверской комитет РСДРП. В сентябре направлен на партийную работу в Вышний Волочёк, а с ноября — член Тверского комитета РСДРП и ответственный организатор по работе в заводских районах. Увеличил число рабочих кружков до 20; руководил кружком на фабрике Берга.
Организатор антивоенной демонстрации в Твери к дому губернатора 22 февраля 1904 года. Арестован и заключён в Тверскую тюрьму. В мае — октябре содержался в тюрьме Вышнего Волочка. Затем на партийной работе в других регионах.
В 1905 году арестован за участие в октябрьском и декабрьском вооруженных восстаниях в Харькове. В следующем году, освобожденный под залог, бежал за границу, где работал в заграничных организациях РСДРП(б). В 1906 — июне 1917 года жил в эмиграции (Бельгия, Франция).
В Россию вернулся в июне 1917 года в «пломбированном» вагоне. После Октябрьской революции на советской и партийной работе в Москве.
С декабря 1917 года сотрудник редакции газеты «Таврическая правда». С января 1918 года — член Подольского Революционного Штаба (Киев), с августа того же года — управляющий делами Всероссийской комиссии по ремонту железнодорожного транспорта ВСНХ РСФСР. В феврале — марте 1919 года — председатель Киевской губернской ЧК.
После этого переведен на работу секретарём Крымской ЧК, а затем — инспектором Народного комиссариата труда РСФСР. С 1920 — заведующий Учётным сектором Крымского областного комитета РКП(б).
В 1921—1922 годах сотрудник Торгового представительства РСФСР в Германии. Затем — в Институте истории партии при ЦК РКП(б).
В 1924—1927 годах — в Секторе контроля и проверки Народного комиссариата рабоче-крестьянской инспекции СССР.
В 1924—1925 годах — член ЦКК ВКП(б). С 1928 года — персональный пенсионер; занялся литературным трудом.
Книга Шаповалова «На пути к марксизму» была включена нацистами в список книг, подлежащих сожжению.
В честь Шаповалова названа улица в Донецке.

## Сочинения
- На пути к марксизму. М., 1926.
- В подполье. — 2-е изд. — М.—Л., 1931.
- В борьбе за социализм. — 2-е изд. — М., 1957.
- Владимир Ильич в ссылке в Сибири // Об Ильиче. Воспоминания питерцев. Л., 1970.